# Bagrat III.
Bagrat III. (960, Kutaisi – 7. květen 1014, Panaskerti) byl gruzínský král. Sjednotil většinu gruzínských území v nezávislý stát a lze ho tak považovat za prvního krále Gruzínského království.
Byl synem krále Kartli Gurgena a královny Guranducht. V Kartli se ujal vlády roku 975. Roku 978 se stal králem Abcházie (jakožto legitimní následník a synovec krále Theodosia III.). Roku 1001 připojil Tao-Klarjeti, v letech 1008-1010 knížectví Kacheti a Hereti. Tím bylo dokončeno sjednocení Gruzie, hlavním městem státu se stalo Kutaisi. Nepodařilo se mu pouze vyrvat některá tradiční gruzínská území z moci Byzantské říše. V závěru své vlády uzavřel strategické spojenectví s arménským králem Gagikem I.
Souběžně s expanzí byl Bagrat III. schopen se utkávat s domácími odbojnými šlechtici, v 80. letech potlačil vzpouru Kavtara Tbeliho, roku 989 pak Rati Bagvašiho.
Nechal vystavět katedrály v Bedii, Bagratu a Nikorcmindě, které jsou ukázkou vrcholné gruzínské středověké architektury. V bedijské katedrále byl i pohřben. Zemřel v pevnosti Panaskerti.
Jeho nástupcem se stal jeho syn Giorgi I.